# Glypta evetriae
Glypta evetriae är en stekelart som beskrevs av Joseph Augustine Cushman 1917. Glypta evetriae ingår i släktet Glypta och familjen brokparasitsteklar. Inga underarter finns listade i Catalogue of Life.